# Свистунов Володимир Ігорович
Волод́имир І́горович Свистуно́в — український спортсмен-пауерліфтер. Проживав в Донецьку, після початку бойових дій перебуває у Маріуполі.

## Спортивні досягнення
- 2011 року встановив на Чемпіонаті світу в Пльзені світовий рекорд у ваговій категорії понад 120 кг — сума трьох вправ 1132,5 кг.
- у травні 2015-го в Німеччині на чемпіонаті Європи-2015 з пауерліфтингу здобув золоту нагороду, вагова категорія над 120 кг, з результатом 1120 кг.

## Особисте життя
Одружений, в лютому 2015 року народилася донька Аліса.